# Богданівка (Вознесенський район)
Богдані́вка (Щедре, Гардове) — село в Україні, у Прибузькій сільській громаді Вознесенського району Миколаївської області. Населення становить 1613 осіб. До 2017 року орган місцевого самоврядування — Богданівська сільська рада.
Поблизу села розташований національний парк «Бузький Гард».

## Історія
В 18 столітті на території села був колишній центр Бугогардівської паланки містечко Гард, залишки якого розташовані за 2 км на південний схід від села Богданівка та за 1 км на південь від міста Південноукраїнська.
У 1831 році за власницьким поселенням (з 198 душами обох статей), при безіменному ставі, Богданівкою або Щедрим був затверджений статус містечка.

### Концтабір
Під час Другої світової війни у жовтні 1941 року в селі було створено табір знищення. Румунські окупаційні війська звозили в табір євреїв з Бессарабії, Буковини, Одеси, Східного Поділля і самої Румунії.
Наприкінці 1941 року в таборі було близько 54 тисяч осіб. У грудні 1941 року після спалаху епідемії тифу було вирішено знищити всіх ув'язнених. Румуни почали масове вбивство 21 грудня 1941 року. Операція зі знищення євреїв, приурочена до Дня народження Сталіна, була названа «подарунок Сталіну». В'язні були примушені рити голими руками ями в промерзлій землі і складати в них тіла тільки що розстріляних або спалених заживо в сараях товаришів.
Кількість жертв, страчених у Доманівському районі, перевищує 115 тисяч осіб, з них близько 55 тисяч — безпосередньо в Богданівці.
У 1996 році в селі було відкрито пам'ятник пам'яті жертв Голокосту.

## Населення
Згідно з переписом УРСР 1989 року чисельність наявного населення села становила 2252 особи, з яких 1218 чоловіків та 1034 жінки.
За переписом населення України 2001 року в селі мешкали 1832 особи.

### Мова
Розподіл населення за рідною мовою за даними перепису 2001 року:
| Мова       | Відсоток |
| ---------- | -------- |
| українська | 95,16 %  |
| російська  | 2,50 %   |
| молдовська | 1,20 %   |
| вірменська | 0,92 %   |
| білоруська | 0,11 %   |
| гагаузька  | 0,05 %   |

## Відомі люди
- Кучмій Іван Сергійович (1992—2015) — солдат Збройних сил України, учасник російсько-української війни.
- Поспєлов Олексій Володимирович — директор школи, заслужений вчитель України[8].
- Шевченко Володимир Григорович (1923—2001) — голова колгоспу імені Леніна, Герой Соціалістичної Праці.